# Benevenuto
Humberto de Araújo Benevenuto, appelé Benevenuto (né le 4 août 1903 à Rio de Janeiro et mort à une date inconnue), était un joueur brésilien de football qui jouait milieu de terrain.

## Biographie
Il fit partie de l'équipe du Brésil qui disputa la coupe du monde 1930 en Uruguay, entraînée par le brésilien Píndaro de Carvalho.

## Palmarès

### Club
- championnat Carioca : 3

Flamengo : 1925, 1927, 1932